# British Racing Partnership
British Racing Partnership – zespół i konstruktor Formuły 1, aktywny w latach 1958–1964.

## Historia
Początki zespołu sięgają listopada 1957 roku, kiedy to na corocznym zebraniu udziałowców firmy Brands Hatch Circuit Ltd. spotkali się ze sobą Ken Gregory – dyrektor firmy, oraz Alfred Moss – jej udziałowiec i ojciec Stirlinga. Gregory i Alfred Moss opiekowali się karierą Stirlinga Mossa od czasów Formuły 3, ale w 1957 roku, zastąpieni przez Vanwalla i Astona Martina, mieli na nią niewielki wpływ. Gregory i Moss czuli, że dzięki doświadczeniu i wiedzy są w stanie założyć zespół wyścigowy, który nie przynosiłby wprawdzie dużych zysków, ale także nie przynosił strat. Utworzyli więc w 1958 roku British Racing Partnership, który to zespół postawił sobie za cel zapewnienie Stirlingowi Mossowi możliwości ścigania się, gdy ten nie miał kontraktu z żadnym innym zespołem, a także pomoc w rozwoju młodych brytyjskich kierowców. 
W 1958 roku zespół zakupił od Charlesa Coopera samochód Cooper F2-10-58 z silnikiem Climax FPF 1041. Szefem mechaników był Tony Robinson, który współpracował ze Stirlingiem Mossem od 1953 roku. Na pierwszego kierowcę wybrano Stuarta Lewisa-Evansa, młodego kierowcę Vanwalla. Jako że Lewis-Evans nie mógł cały czas ścigać się dla BRP, zatrudniono również drugiego kierowcę, zawodnika Formuły 3, Tommy'ego Bridgera.
W sezonie 1958 Moss odnosił sukcesy za kierownicą Vanwalla, a w Grand Prix, w których Vanwall nie startował, był zawodnikiem zespołu Rob Walker Racing Team. BRP w swoim pierwszym wyścigu – w zawodach Lavant Cup – zajęło za sprawą Lewisa-Evansa czwarte miejsce. Kierowca ten wygrał ponadto wyścig Formuły 2 BRSCC na torze Brands Hatch, odniósł też kilka innych obiecujących wyników. Kierowca ten zginął jednak pod koniec tego roku w wyniku obrażeń odniesionych podczas Grand Prix Maroka. Śmierć Lewisa-Evansa była jedną z przyczyn wycofania się Vanwalla z Formuły 1, przez co Moss został bez fabrycznego zespołu.
Na sezon 1959 BRP postanowił wystawić dwa samochody zamiast jednego. Zespół uznał też, że dobrą alternatywą dla silników Climax będą jednostki Borgward. By przyciągnąć uwagę tej firmy, Gregory zaproponował, by Moss ścigał się Cooperem-Borgward w barwach Rob Walker Racing Team. Kierowcami na ten sezon byli Ivor Bueb i George Wicken, chociaż Wicken został w połowie sezonu zastąpiony przez Chrisa Bristowa, a Bueb zginął na skutek wypadku na Charade Circuit. W trakcie sezonu BRP wypożyczyło BRM P25, jako że Stirling Moss orzekł, że Coopery T51 wystawiane przez Rob Walker Racing Team nie są konkurencyjne. Moss ścigał się modele P25 w Grand Prix Francji i Wielkiej Brytanii, zdobywając w Wielkiej Brytanii drugie miejsce. W Grand Prix Niemiec w barwach BRP ścigał się Hans Herrmann, W Grand Prix tym w samochodzie Niemca zepsuły się hamulce i miał on groźnie wyglądający wypadek. Herrmann nie odniósł poważnych obrażeń, ale samochód został zupełnie zniszczony.
Pod koniec 1959 roku Gregory podjął rozmowy nt. sponsoringu z brytyjskim domem finansowym oferującym sprzedaż ratalną, Yeoman Credit Ltd. Firma ta była własnością trzech braci: Williama, Paula i Fabiana Samego-Turnerów, którzy byli także entuzjastami sportów motorowych. Gregory zdołał przekonać firmę, by ta finansowała jego zespół, wskutek czego BRP zmienił nazwę na Yeoman Credit Racing Team i wystawiał samochody do wyścigów Formuły 1 i Formuły 2. W zamian za finansowanie zespołu bracia Samego-Turnerowie zatrzymywali trofea dla siebie.
Początkowo kierowcą numer jeden był Harry Schell, a drugim – Chris Bristow. Schell zginął jednak 13 maja 1960 roku na torze Silverstone. Zastąpił go Tony Brooks; nabyto ponadto trzeci samochód, który dzielili Jack Sears, Henry Taylor i Bruce Halford. Na Grand Prix Belgii zatrudniono Oliviera Gendebiena. W trakcie tego wyścigu śmiertelny wypadek miał Bristow. Po Grand Prix Belgii Ken Gregory spotkał się z Samego-Turnerami, którzy wyrazili niezadowolenie z faktu, że w ciągu niecałego roku zginęło trzech kierowców zespołu (Bueb, Schell i Bristow). Zespół kontynuował sezon, ale relacje pomiędzy BRP i Yeoman Credit pogorszyły się. Pod koniec roku firma wycofała wsparcie finansowe i zaczęła sponsorować Reg Parnell Racing.
Ken Gregory zdołał jednak pozyskać nowego sponsora w postaci firmy United Dominions Trust; na skutek tego porozumienia zespół zmienił nazwę na UDT Laystall Racing Team. Próbując w tym czasie zamówić Coopery, Gregory dowiedział się, że nie ma żadnych dostępnych, co było dla niego zaskoczeniem, jako że BRP było wiernym klientem Coopera. W związku z tym Gregory zwrócił się do Colina Chapmana z prośbą o wypożyczenie trzech Lotusów 18, trzech Lotusów 19 oraz Lotusa Elite. Na sezon 1961 kierowcami zespołu byli Henry Taylor i Cliff Allison, a także okazyjnie Stirling Moss i Masten Gregory. Rezultaty były jednak przeciętne, chociaż Moss wygrał zawody Silver City Trophy na torze Brands Hatch, a później jeszcze dwa wyścigi w Skandynawii.. Pod koniec sezonu Taylor i Allison zakończyli kariery kierowców wyścigowych. Na rok 1962, obok Mastena Gregory'ego, Ken Gregory zatrudnił zwolnionego z Lotusa Innesa Irelanda. Zespół zatrzymał Lotusy 19, ale stare Lotusy 18 nie były konkurencyjne i ostatecznie zostały zastąpione Lotusami 24. Rezultaty ponownie nie były dobre, pomimo zwycięstwa Irelanda w zawodach Crystal Palace Trophy.
Pod koniec 1962 zespół ponownie stracił sponsora. Colin Chapman postanowił ponadto, że tylko Team Lotus będzie mógł używać rewolucyjnych, opartych na monocoque'u, Lotusów 25. Wskutek tego w BRP zdecydowano, że zespół powinien zbudować własny samochód, którego projektantem miałby być Tony Robinson. Tak powstał BRP 1, który był oskarżany o to, że jest klonem Lotusa 24. BRP 1 był wyposażony w silnik BRM i po raz pierwszy ścigał się latem 1963 roku. Ireland ukończył nim Grand Prix Holandii i Włoch na czwartym miejscu.
W trakcie 1963 roku zwiększyło się zaangażowanie Stirlinga Mossa w zespół, przez co Ken Robinson opuścił BRP. Pod koniec 1963 roku BRP wyprodukowało drugi model, a Ireland na początku 1964 roku wygrał BRP 1 zawody na torze Snetterton. Zdobył także trzecie miejsce w Grand Prix Morza Śródziemnego i piąte w Grand Prix Austrii i Włoch.
W tym czasie powołano do życia również Stowarzyszenie Konstruktorów Formuły 1 (F1CA), które to stowarzyszenie miało na celu kontrolować rosnące koszty i postęp technologiczny, który nie był wspierany przez sponsorów, a tylko przez konstruktorów. BRP wyraziło chęć dołączenia do F1CA, ale aplikacja zespołu została odrzucona. Odrzucenie aplikacji było umotywowane tym, że BRP miało produkować zbyt mało samodzielnych części, by być uważanym za konstruktora. Uważali tak Lotus, Ferrari i BRM, a przeciwnego zdania byli Cooper i Brabham. BRP zaoferowało organizacji możliwość inspekcji samochodów BRP 2 po Grand Prix Meksyku, ale F1CA nie podjęła żadnych czynności.
Po wycofaniu się z Formuły 1 zespół zbudował w pośpiechu kilka samochodów na Indianapolis 500 1965. Gregory jednym z nich jechał na czwartym miejscu, zanim w jego samochodzie zepsuła się skrzynia biegów.
W 1966 roku były plany powrotu BRP, ale nie doszły do skutku.
Istnieje teoria, że Serenissima M1AF z 1967 to BRP 1 z zamontowanym silnikiem Serenissima.

## Wyniki w Formule 1
| Legenda oznaczeń w tabelach wyników Wyświetl szablon na nowej stronie | Legenda oznaczeń w tabelach wyników Wyświetl szablon na nowej stronie                                                                     |
| Oznaczenie                                                            | Wyjaśnienie |
| --------------------------------------------------------------------- | --- |
| Złoty                                                                 | Zwycięzca lub mistrzostwo |
| Srebrny                                                               | 2. miejsce lub wicemistrzostwo |
| Brązowy                                                               | 3. miejsce lub II wicemistrzostwo |
| Zielony                                                               | Ukończył, punktował (w klasyfikacji generalnej, gdy zdobył co najmniej jeden punkt na przestrzeni sezonu, poza trzema powyższymi opcjami) |
| Niebieski                                                             | Ukończył, nie punktował (w klasyfikacji generalnej, gdy nie zdobył co najmniej jednego punktu na przestrzeni sezonu)                      |
| Czerwony                                                              | Nie zakwalifikował się (NZ) |
| Czerwony                                                              | Nie prekwalifikował się (NPK) |
| Różowy                                                                | Nie ukończył (NU) |
| Różowy                                                                | Niesklasyfikowany (NS) (w klasyfikacji generalnej, gdy nie został sklasyfikowany w żadnym wyścigu sezonu)                                 |
| Czarny                                                                | Zdyskwalifikowany (DK) |
| Czarny                                                                | Wykluczony (WYK/EX) |
| Biały                                                                 | Nie wystartował (NW) |
| Biały                                                                 | Kontuzjowany (K/INJ) |
| Biały                                                                 | Wyścig odwołany (OD/C) |
| Bez koloru                                                            | Został wycofany (WYC/WD) |
| Bez koloru                                                            | Nie przybył (NP/DNA) |
| Bez koloru                                                            | Nie brał udziału w treningach (NT/DNP) |
| Bez koloru                                                            | Nie został zgłoszony (–) |
| Pogrubienie                                                           | Start z pole position |
| Kursywa                                                               | Najszybsze okrążenie wyścigu |
| †                                                                     | Nie ukończył, ale jego rezultat został zaliczony ze względu na przejechanie więcej niż 90% dystansu wyścigu.                              |
| *                                                                     | Sezon w trakcie |
| 1/2/3                                                                 | Punktowana pozycja w sprincie kwalifikacyjnym                                                                                             |
| Lista systemów punktacji Formuły 1                                    | |

### Jako zespół
| Sezon | Samochód             | Silnik                       | Opony | Kierowcy           | 1   | 2   | 3   | 4   | 5   | 6   | 7   | 8   | 9   | 10  | 11  |
| ----- | -------------------- | ---------------------------- | ----- | ------------------ | --- | --- | --- | --- | --- | --- | --- | --- | --- | --- | --- |
| 1958  | Cooper T45           | Climax R4                    | D     |                    | ARG | MCO | NLD | 500 | BEL | FRA | GBR | DEU | PRT | ITA | MOR |
| 1958  | Cooper T45           | Climax R4                    | D     | Tom Bridger        |     |     |     |     |     |     |     |     |     |     | NU  |
| 1959  | Cooper T51 BRM P25   | Climax R4 BRM R4 Borgward R4 | D     |                    | MCO | 500 | NLD | FRA | GBR | DEU | PRT | ITA | USA |     |     |
| 1959  | Cooper T51 BRM P25   | Climax R4 BRM R4 Borgward R4 | D     | Ivor Bueb          | NZ  |     |     |     | 13  |     |     |     |     |     |     |
| 1959  | Cooper T51 BRM P25   | Climax R4 BRM R4 Borgward R4 | D     | Stirling Moss      |     |     |     | DK  | 2   |     |     |     |     |     |     |
| 1959  | Cooper T51 BRM P25   | Climax R4 BRM R4 Borgward R4 | D     | Chris Bristow      |     |     |     |     | 10  |     |     |     |     |     |     |
| 1959  | Cooper T51 BRM P25   | Climax R4 BRM R4 Borgward R4 | D     | Hans Herrmann      |     |     |     |     |     | NU  |     |     |     |     |     |
| 1960  | Cooper T51           | Climax R4                    | D     |                    | ARG | MCO | 500 | NLD | BEL | FRA | GBR | PRT | ITA | USA |     |
| 1960  | Cooper T51           | Climax R4                    | D     | Chris Bristow      |     | NU  |     | NU  | NU  |     |     |     |     |     |     |
| 1960  | Cooper T51           | Climax R4                    | D     | Tony Brooks        |     | 4   |     | NU  | NU  |     |     |     |     |     |     |
| 1960  | Cooper T51           | Climax R4                    | D     | Olivier Gendebien  |     |     |     |     | 3   | 2   | 9   | 7   |     |     |     |
| 1960  | Cooper T51           | Climax R4                    | D     | Henry Taylor       |     |     |     |     |     | 4   | 8   | NW  |     |     |     |
| 1960  | Cooper T51           | Climax R4                    | D     | Bruce Halford      |     |     |     |     |     | 8   |     |     |     |     |     |
| 1961  | Lotus 18 Lotus 18/21 | Climax R4                    | D     |                    | MCO | NLD | BEL | FRA | GBR | DEU | ITA | USA |     |     |     |
| 1961  | Lotus 18 Lotus 18/21 | Climax R4                    | D     | Cliff Allison      | 8   |     | NW  |     |     |     |     |     |     |     |     |
| 1961  | Lotus 18 Lotus 18/21 | Climax R4                    | D     | Henry Taylor       | NZ  |     | NW  | 10  | NU  |     | 11  |     |     |     |     |
| 1961  | Lotus 18 Lotus 18/21 | Climax R4                    | D     | Lucien Bianchi     |     |     |     | NU  | NU  |     |     |     |     |     |     |
| 1961  | Lotus 18 Lotus 18/21 | Climax R4                    | D     | Juan Manuel Bordeu |     |     |     | NW  |     |     |     |     |     |     |     |
| 1961  | Lotus 18 Lotus 18/21 | Climax R4                    | D     | Masten Gregory     |     |     |     |     |     |     | NU  | NU  |     |     |     |
| 1962  | Lotus 18/21 Lotus 24 | Climax R4 Climax V8 BRM V8   | D     |                    | NLD | MCO | BEL | FRA | GBR | DEU | ITA | USA | ZAF |     |     |
| 1962  | Lotus 18/21 Lotus 24 | Climax R4 Climax V8 BRM V8   | D     | Innes Ireland      | NU  | NU  | NU  | NU  | 16  |     | NU  | 8   | 5   |     |     |
| 1962  | Lotus 18/21 Lotus 24 | Climax R4 Climax V8 BRM V8   | D     | Masten Gregory     | NU  | NZ  | WD  | NU  | 7   |     | 12  | 6   |     |     |     |
| 1963  | Lotus 24             | BRM V8                       | D     |                    | MCO | BEL | NLD | FRA | GBR | DEU | ITA | USA | MEX | ZAF |     |
| 1963  | Lotus 24             | BRM V8                       | D     | Jim Hall           | NU  | NU  | 8   | 11  | 6   | 5   | 8   | 10  | 8   |     |     |
| 1963  | Lotus 24             | BRM V8                       | D     | Innes Ireland      | NU  |     |     |     |     | NU  |     |     |     |     |     |
| 1964  | Lotus 24             | BRM V8                       | D     |                    | MCO | NLD | BEL | FRA | GBR | DEU | AUT | ITA | USA | MEX |     |
| 1964  | Lotus 24             | BRM V8                       | D     | Innes Ireland      | NW  |     |     |     |     |     |     |     |     |     |     |
| 1964  | Lotus 24             | BRM V8                       | D     | Trevor Taylor      |     |     |     |     | NU  |     |     |     |     |     |     |

### Jako konstruktor
| Sezon | Samochód | Silnik | Opony | Kierowcy      | 1   | 2   | 3   | 4   | 5   | 6   | 7   | 8   | 9   | 10  | Msc. | Pkt. |
| ----- | -------- | ------ | ----- | ------------- | --- | --- | --- | --- | --- | --- | --- | --- | --- | --- | ---- | ---- |
| 1963  | BRP 1    | BRM V8 | D     |               | MCO | BEL | NLD | FRA | GBR | DEU | ITA | USA | MEX | ZAF | 6    | 6    |
| 1963  | BRP 1    | BRM V8 | D     | Innes Ireland |     | NU  | 4   | 7   | NU  |     | 4   |     |     |     | 6    | 6    |
| 1964  | BRP 2    | BRM V8 | D     |               | MCO | NLD | BEL | FRA | GBR | DEU | AUT | ITA | USA | MEX | 7    | 5    |
| 1964  | BRP 2    | BRM V8 | D     | Innes Ireland |     |     | 10  | NU  | 10  |     | 5   | 5   | NU  | 12  | 7    | 5    |
| 1964  | BRP 2    | BRM V8 | D     | Trevor Taylor | NU  |     | 7   | NU  |     |     | NU  | NZ  | 6   | NU  | 7    | 5    |